# Обертрум-ам-Зе
Обертрум-ам-Зе (нем. Obertrum am See) — ярмарочная община (нем. Marktgemeinde) в Австрии, в федеральной земле Зальцбург. 
Входит в состав округа Зальцбург-Умгебунг.  Население составляет 4365 человек (на 31 декабря 2005 года). Занимает площадь 21,27 км². Официальный код  —  50 327.

## Политическая ситуация
Бургомистр общины — Зимон Вальнер (АНП) по результатам выборов 2004 года.
Совет представителей общины (нем. Gemeinderat) состоит из 21 места.
Распределение мест:
- АНП занимает 12 мест;
- СДПА занимает 7 мест;
- АПС занимает 2 места.

## Внешние ссылки
- Официальная страница  (нем.)